# Nikolina Brnjac
Nikolina Brnjac, née le 11 juillet 1978 à Karlovac, est une femme politique croate, membre de l'Union démocratique croate (HDZ).
De 2020 à 2024, elle est ministre du Tourisme et des Sports,.
Elle est députée européenne depuis 2024.